# صموئيل تشاندلر كرافتس
وهو سياسي أمريكي وحاكم ولاية فيرمونت الأمريكية ولد صموئيل تشاندلر كرافتس في 6 تشرين الأول من سنة 1768 في ولاية كونيتيكت الأمريكية وتخرج من كلية هارفارد في عام 1790 وبعد عام هاجر كرافتس مع والده إلى فيرمونت أصبح صموئيل تشاندلر كرافتس حاكما على ولاية فيرمونت الأمريكية في سنة 1828 واستمر كرافتس في منصبه كحاكم للولاية إلى سنة 1831 وشغل كرافتس كذلك منصب عضو في مجلس الشيوخ الأمريكي ما بين 23 نيسان من سنة 1842 إلى 3 أذار من سنة 1843 توفي صموئيل تشاندلر كرافتس في 19 تشرين الثاني من سنة 1853في ولاية فيرمونت.